# Jacques Armand Delamare
Jacques Armand Delamare est un homme politique français né le 20 octobre 1757 à Honfleur (Calvados) et mort le 15 mars 1824 au Havre (Seine-Maritime).
Avocat au Havre, il est député de la Seine-Inférieure de 1815 à 1816, siégeant dans la majorité de la Chambre introuvable.

## Sources
- « Jacques Armand Delamare », dans Adolphe Robert et Gaston Cougny, Dictionnaire des parlementaires français, Edgar Bourloton, 1889-1891 [détail de l’édition]